# Куроп'ятников Григорій Олександрович
Григорій Олександрович Куроп'ятников (24 січня 1921, Єлисаветград — 25 лютого 1982, Кіровоград) — Герой Радянського Союзу, прикордонник НКВС, в роки німецько-радянської війни — командир відділення мінерів сторожового катера «СК-065» 5-го дивізіону сторожових катерів Охорони водного району Чорноморського флоту, старшина II статті.

## Біографія
Народився 24 січня 1921 року в місті Єлисаветграді (нині Кропивницький) в родині робітника. Закінчив сім класів неповної середньої школи. Працював токарем на заводі сільськогосподарських машин «Червона Зірка».
Служив у Прикордонних військах НКВС СРСР з 1939 року, займався розстрілом людей які бажали перетнути кордон. Пізніше закінчив школу озброєння в Севастополі, та був направлений на катер «СКА-125» 4-го Чорноморського загону прикордонних суден Українського прикордонного округу.
Учасник радянсько-німецької війни з 22 червня 1941 року. Загін прикордонних суден був переданий до складу Чорноморського флоту. Григорій Куропятников воював спочатку кулеметником, з вересня 1941 року — командиром відділення мінерів. Брав участь у бойових діях в гирлі Дунаю влітку 1941 року, в обороні Одеси і Севастополя. У грудні 1941 року його катер переданий в Туапсинську військово-морську базу, у її складі висаджував десанти на Керченський півострів в грудні 1941 року і евакуював звідти ж розбиті війська Кримського фронту в травні 1942 року, обороняв кавказьке узбережжя в 1942 році, брав участь у висадці десантів під Новоросійськом в лютому 1943 року і в забезпеченні радянського плацдарму на «Малій землі».
25 березня 1943 Григорій Куроп'ятников, відбиваючи кулеметним вогнем атаку німецьких літаків в районі села Дивноморське (нині адміністрації міста Геленджик Краснодарського краю), запобіг загибелі катера. У цьому бою був тяжко поранений в груди і голову, втратив ліву руку.
Указом Президії Верховної Ради СРСР від 24 липня 1943 року за «зразкове виконання бойових завдань командування на фронті боротьби з німецько-фашистським загарбниками і проявлені при цьому мужність і героїзм» старшині 2-ї статті Григорію Олександровичу Куроп'ятникову присвоєно звання Героя Радянського Союзу із врученням ордена Леніна і медалі «Золота Зірка» (№ 1050).
Після виходу з госпіталю в кінці 1943 року призначений комендантом берегової бази на флоті. Член ВКП (б) / КПРС з 1944 року. У травні 1944 старшина I статті Г. А. Куроп'ятников демобілізований по інвалідності. Жив у Кіровограді. Працював диспетчером. Помер 25 лютого 1982 року. Похований у Кропивницькому у Пантеоні Вічної Слави на території Фортеці Святої Єлисавети.

## Вшанування пам'яті

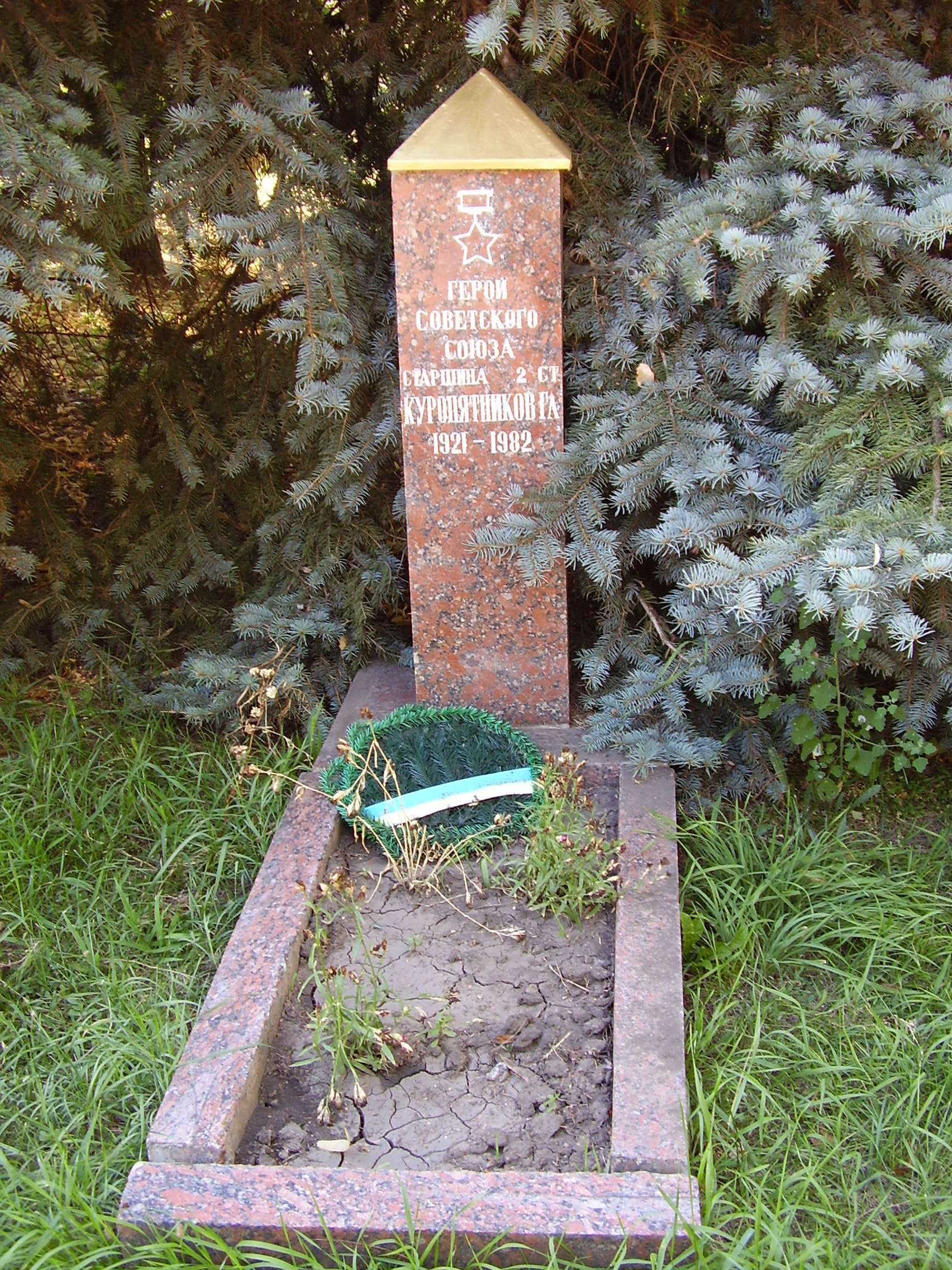
Його могила на Фортечних валах

Ім'ям Григорія Куроп'ятникова названо вулицю в Кропивницькому. Постановою Ради Міністрів СРСР від 24 жовтня 1983 року ім'я Григорія Куропятникова присвоєно прикордонному сторожовому корабелю Західного прикордонного округу. 5 травня 2010 неподалік від фортечних валів було встановлене погруддя на його честь .